# 古澤剛
古澤 剛（ふるさわ たけし、1983年9月29日 - ）は、日本のシンガーソングライター。所属事務所はROCK ON COMPANY（2023年末に退所）を経て、現在はフリーランス。大分県竹田市出身。

## 来歴
- 1983年、大分県竹田市にて2人兄妹の長男として生まれる。
- 中学3年時に友人の影響によりギターを弾き始める。
- ビートルズやスティーヴィー・ワンダー、Mr.ChildrenやSMILE、山崎まさよしなどに影響を受ける。
- 高校進学後は吹奏楽部に入部し、その頃よりギターを使用してオリジナル楽曲の制作を始める。
- 高校2年時にバンドを結成し、3年時に組んでいた2人組ユニット「一番搾り」にて高校ロック選手権でグランプリを獲得したのを機に音楽の道を志すことを決意する。
- 福岡県にある音楽専門学校を卒業後、福岡市内を中心にライブハウスなどで音楽活動を継続しつつも、2010年5月末に一念発起し上京。
- 以後、都内のライブハウスにて弾き語りを中心にライブ活動を開始。
- 2013年9月29日、自身の誕生日に渋谷eggmanにてワンマンライブを開催し、ミニアルバム『BIRTH-DAY』をリリース。
- 2015年8月19日、インディーズ2枚目となるミニアルバム『Dear My Friend』をリリース。
- 2016年5月13日、インディーズ初となるシングル「仲間だろ」リリース。この曲はラグビー日本代表の五郎丸歩選手らを起用した「バイトル」（ディップ株式会社）のCMソングとして起用された。
- 2016年9月28日、シングル「Color」にてテイチクエンタテインメント・TAKUMI NOTEよりメジャーデビューを果たす。
- 2017年1月、デビュー曲「Color」が「日本ハムグループ企業CM2017」に選ばれCMソングとして起用された。
- 2017年9月10日、渋谷マウントレーニアホールにて開催したワンマンライブにて、かねてより親交のあるコブクロの小渕健太郎をサプライズゲストに迎え、小渕と共作した楽曲2曲を披露。
- 2017年末、新曲「キミノチカラ」が「日本ハムグループ企業CM2018」に選ばれ、2018年1月1日からOAされる。
- 2018年3月14日、同CMソングである「キミノチカラ」と前年の渋谷でのライブにて小渕と披露した楽曲「天の川」が収録されたシングルが両A面としてリリース。
- 2018年4月1日、日本橋三井ホールにてワンマンライブを開催し、約700人の観客を魅了する。
- 2018年7月4日、メジャー初となるフルアルバム『夢で会いましょう』をリリース。
- 2022年6月、オフィシャルファンサイト「CLUB TAKENOKO」をオープン。

## 交友関係
- 樋口了一
所属事務所の先輩であり、古澤が尊敬を抱くシンガーの一人。現在は古澤が樋口のサポートギタリストを務めるなど樋口の活動において古澤が共に登壇するという場面もしばしば見られる。後述する、古澤が安田顕と出会った際、共通の知人である樋口の話題で盛り上がったことが古澤と安田を近づけたきっかけの一つでもある。

- 小渕健太郎（コブクロ）
2010年12月、古澤が上京後にYouTubeにアップロードしていた弾き語り動画を、翌年のツアーで使用するためのギターを探していた小渕が偶然見つけ、古澤本人に連絡を入れたことが始まりとされる。12月12日、コブクロが出演したさいたまスーパーアリーナにて行われた「EMTG MUSIC Fes.2010 -Heart Music Heart Live-」に小渕が古澤を招待し2人は初対面を果たす。以後、互いの音楽活動において刺激を受け合いながらプライベートでも親交を持つようになる。先述の2017年秋の渋谷でのワンマンライブに古澤が小渕を招待したところ、「一緒に曲を作ろう！」という小渕のアイデアで後にシングルとしてリリースされる「天の川」と「HEY BROTHER!」の2曲が完成する。現在も、小渕は古澤を弟のように可愛がっており、古澤の音楽活動を最も有名にした人物であると言っても過言ではない。

- 安田顕
TEAM NACSに所属する俳優の安田顕とは、都内の某バーで知り合う。出会った当初、古澤は安田が俳優であることに気付いておらず、バーの店主から俳優であることを知らされる。その後、お互いに会話を交わす中で意気投合。2014年に安田が行った舞台「安田顕 ひとり語り2014～ギターの調べとともに。」にてステージ上のBGMとして古澤が音楽を担当するなど、現在も親交は続いている。

## ディスコグラフィー
- 公式サイト「MUSIC」より出典[1]

### EP / CDシングル / 配信シングル
| インディーズ |                |                                      |                                         |                               |                                                                                                   |
| 1st EP       | 2015年10月28日 | Dear My Friend                       | OYSTER RECORDS                          |                               | 1. Color 2. Dear My Friend 3. Reason 4. 君を信じてる 5. 希望の光 6. Dear My Friend (Aco. Ver.)    |
| 1st Single   | 2016年4月20日  | 仲間だろ                             | OYSTER RECORDS                          |                               |                                                                                                   |
| メジャー     |                |                                      |                                         |                               |                                                                                                   |
| 2nd Single   | 2016年9月28日  | Color                                | テイチクエンタテインメント・TAKUMI NOTE |                               | 1. Color 2. なくてはならないもの 3. Color (instrumental) 4. なくてはならないもの (instrumental)   |
| 3rd Single   | 2018年3月14日  | キミノチカラ／天の川 with 小渕健太郎 | テイチクエンタテインメント・TAKUMI NOTE |                               | 1. キミノチカラ 2. 天の川 with 小渕健太郎 3. キミノチカラ (Instrumental) 4. 天の川 (Instrumental) |
| インディーズ |                |                                      |                                         |                               |                                                                                                   |
| 配信限定     | 2022年11月30日 | 傷だらけの翼 〜男たちの歌〜          | OYSTER RECORDS                          | 1．傷だらけの翼～男たちの歌～ | 1．傷だらけの翼～男たちの歌～                                                                     |

### アルバム
| メジャー     |               |                  |                                         |  | |
| 1st          | 2018年7月4日  | 夢で会いましょう | テイチクエンタテインメント・TAKUMI NOTE |  | 1. Intro 〜夢で会いましょう〜 2. はじまりの空 3. キミノチカラ 4. 明日の少年 5. 歩み 6. GRANDPA MAN 7. Hey Brother! with 小渕健太郎 8. 天の川 with 小渕健太郎 9. チキン南蛮 〜絶妙な男〜 10. 雨のTokyo Night 11. Color 12. Thank You & Love You 13. 夢で会いましょう |
| インディーズ |               |                  |                                         |  | |
| 2nd          | 2022年7月23日 | MAID IN CLOSET   | OYSTER RECORDS                          |  | 1. It Ain't Love Song 2. ブルースマン 3. 息吹 4. リーン・オン・ミー 5. 叶うなら 6. 夢で会いましょう (Ukulele Ver.) |

## タイアップ
- 2017年 ニッポンハムグループ 企業CM楽曲
- 2018年 ニッポンハムグループ 企業CM楽曲
- 大分B-リングス 球団応援歌『進めB-RINGS ～夢の未来へ～』（2022年）

## 始球式
- 2018年5月16日 東京ドーム 北海道日本ハムファイターズvs埼玉西武ライオンズ[2]

## 参考
- あのCMで歌う古澤剛、数奇な人生を明かす。コブクロ小渕や安田顕との運命的な出会い（2017年1月10日、BARKS）
- 古澤剛がホールワンマンでコブクロ小渕と共作曲披露、初フルアルバム発売を発表（2018年4月3日、音楽ナタリー）